# Ustrój polityczny Norwegii
Królestwo Norwegii jest dziedziczną monarchią konstytucyjną. Ustrój polityczny uregulowany został przez konstytucję z 1814 roku. Dokument ten był wiele razy nowelizowany (m.in. 1884, 1905).

## Król

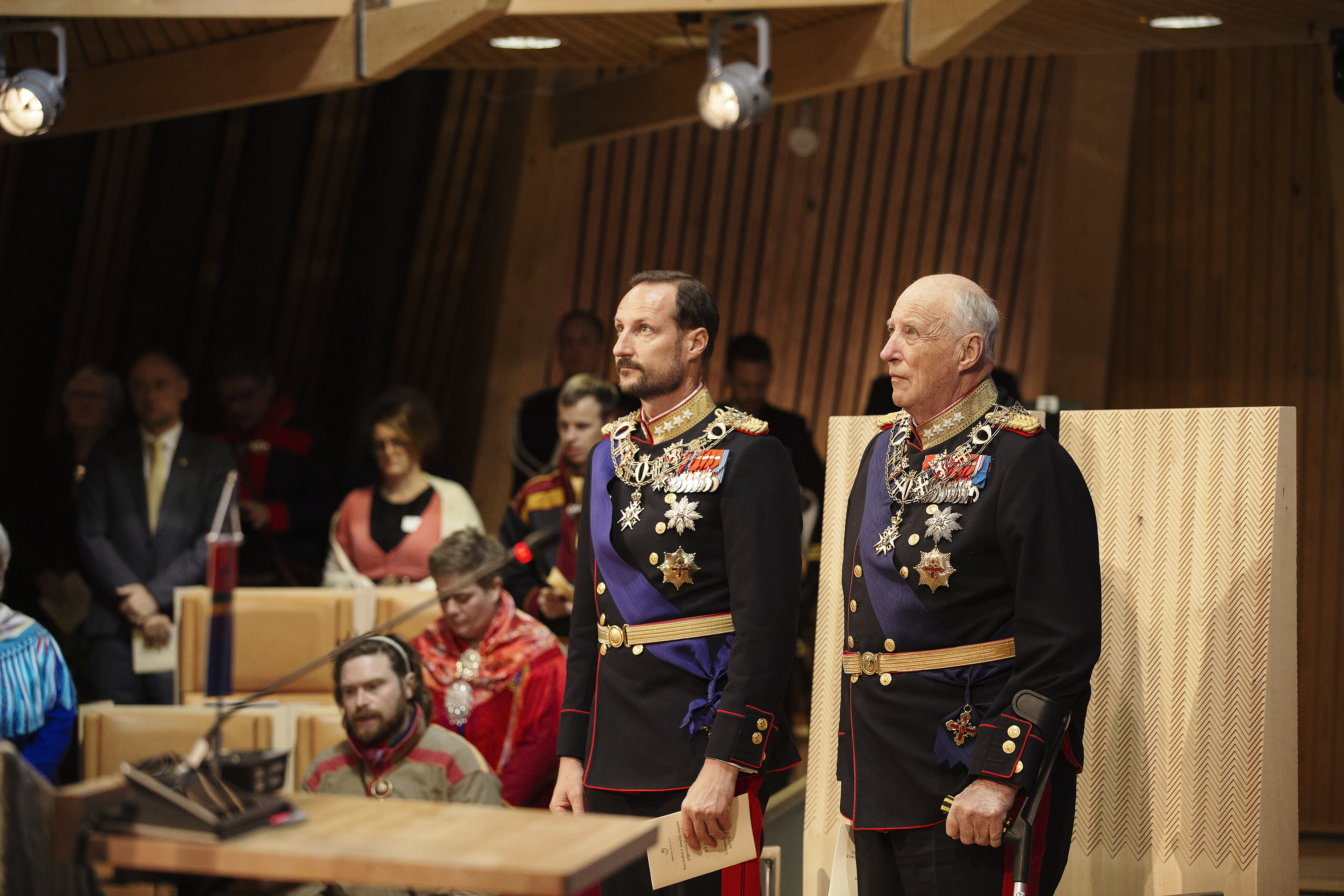
Haakon (książę Norwegii) i król Harald V

Według konstytucji jest on głową państwa, najwyższym wodzem armii oraz przyjmuje gości z zagranicy. Jest symbolem jedności i ciągłości państwa. Nadaje obywatelstwo i teoretycznie może odrzucić ustawę uchwaloną przez parlament (po raz ostatni z tej możliwości skorzystał Olaf V w 1967 roku). Król mianuje premiera i jest odpowiedzialny tylko przed Bogiem. Korona dziedziczona jest według starszeństwa, więc kobieta również może panować nad krajem. Wszystkie wyroki ferowane są w jego imieniu. Ma on szerokie uprawnienia: wybiera Radę Państwa, w skład której wchodzi premier i co najmniej siedmiu członków, egzekwuje podatki, mianuje wszystkich urzędników cywilnych, kościelnych i wojskowych, jest naczelnym dowódcą sił lądowych i morskich, ma też prawo łaski. Może też przedstawić rządowi projekt ustawy. Może (aczkolwiek nie musi) na wniosek parlamentu zdymisjonować premiera. Obecnym królem jest Harald V.

## Premier
Premiera mianuje król, przy czym szef rządu jest odpowiedzialny przed Stortingiem, norweskim parlamentem. Storting udziela jego gabinetowi wotum zaufania lub wotum nieufności. Premier ma prawo inicjatywy ustawodawczej. Może być zdymisjonowany przez króla. Przewodniczy zebraniom rządu i reprezentuje Norwegię na zebraniach międzynarodowych. Obecnym premierem jest Jonas Gahr Støre.

### Partie polityczne
- Norweska Partia Pracy
- Partia Postępu
- Norweska Partia Konserwatywna
- Norweska Socjalistyczna Partia Lewicy
- Chrześcijańska Partia Ludowa
- Norweska Partia Centrum
- Norweska Partia Liberalna